# NGC 2302
NGC 2302 ist ein offener Sternhaufen im Sternbild Monoceros. Er hat eine Winkelausdehnung von 2,5' und eine scheinbare Helligkeit von 8,9 mag. 
Das Objekt wurde am 4. März 1785 von William Herschel entdeckt. Möglicherweise geht der Eintrag NGC 2299 ebenfalls auf diesen Haufen zurück.